# Eugen Hildach
Eugen Hildach (Wittenberge, 20 november 1849 – Berlijn, 27 juli 1924) was een Duits zanger en componist.
Eugen Gustav Gottfried Hildach was een zoon van een medewerker aan de bouw van de spoorlijn Berlijn-Hamburg. Hij groeide op bij zijn grootouders in Berlijn, zijn vader overleed vroeg in zijn leven. Hij studeerde eigenlijk voor bouwkunst in Holzminden, maar wendde zich op zijn 24e tot de zangkunst. Zijn baritonstem werd getraind door mevrouw Elisabeth Dreyschok. Hij huwde in 1878 de mezzosopraan Anna Schubert en ging in Breslau wonen. Ze werden beiden in 1880 docenten aan het Conservatorium in Dresden, waarna ze tussen 1886 en 1904 op concertreis gingen. In 1882 hadden ze al een keer in Helsinki opgetreden. Op 18 februari 1891 stond het echtpaar in de concertzaal van Brødrene Hals. In 1893 was het echtpaar opnieuw in Noorwegen; de Deense muziekrecensent Ch. Hjerulf raadde aan het concert in Möllerops Festivitetslokale te bezoeken. Ze zouden Scandinavië nog een aantal keer bezoeken. Vanaf 1904 gaven ze les aan hun eigen zangschool in Frankfurt am Main. In 1909 werd Eugen Hildach tot professor in Berlijn aangesteld. In 1924 ging hij ten onder aan tuberculose in een sanatorium in Berlin-Zehlendorf.
Composities:
- opus 1: Drei Lieder
  - Die schönsten meiner Lieder
  - Mutter, o sing’ mich zur Ruh
  - Es lächelt der See (tekst: Friedrich Schiller)
- opus 2: Zwei Lieder
  - Es rinnen die Wasser bei Tag und Nacht
  - Herbstlied
- opus 3: Ein blau Geheimnis ist dein Blick (tekst: Emanuel Geibel)
- opus 4: Zwei Lieder
  - Warum
  - Strampelchen
- opus 5: Mein Liebster ist ein Weber
- opus 6: Das Heidekind
- opus 7: Winternacht (tekst: Nikolaus Lenau)
- opus 8: Wo du hingehst, da will auch ich hingehen
- opus 9: Drei Lieder mit Pianoforte 
  - Auf dem Dorf in den Spinnstuben (tekst: Paul Heyse)
  - Altfranzösisches Tanzlied
  - Des Kraut Vergessenheit (tekst: Emanuel Geibel)
- opus 10: Zwei Lieder
  - Im Turme
  - Zieh mit mir hinaus
- opus 11: Drei Lieder 
  - Frühling ist da
  - Betrogene Liebe
  - Kinderlied
- opus 12: Drei Duette mit Pianoforte
  - Nun bist du worden mein eigen
  - Altdeutscher Liebesreim
  - Im blühenden Garten
- opus 13: Drei Lieder
  - Heut’ sang ein Vöglein (tekst: Anna Hildach)
  - Im Volkston (tekst: Anna Hildach)
  - Will niemand singen
- opus 14: Drei Duette für zwei Singstimmen mit Begleitung des Pianoforte (opgedragen aan Minna Ravené Blume)
  - Abschied der Vögel (tekst: Joseph von Eichendorff)
  - Wer lehrte euch singen? (tekst: Julius Sturm)
  - Die Sperlinge (tekst: Joseph von Eichendorff)
- opus 15: Zwei Lieder
  - Der Spielmann
  - Verborgene Liebe
- opus 16: Drei Lieder für ein Singstimme mit Pianoforte
  - Tränenlos
  - Am Brunnen
  - Elselein, Mädel klein
- opus 17: Drei Lieder für ein Singstimme mit Pianoforte
  - Es ist kein Berg so hoch
  - Kommen und Scheiden (tekst: Nikolaus Lenau)
  - Ach nur ein Viertelstündchen
- opus 18: Drei Lieder für eine Singstimme mit Pianoforte
  - Der stille Trinker
  - Abreise (tekst: Ludwig Uhland)
  - Frühling im Alter (tekst: Ernst Moritz Arndt)
- opus 19: Fünf Lieder für eine Singstimme mit Pianofortebegleitung
  - Der öde Garten
  - In einem Rosengärtelein
  - Schnee!
  - Wiegenlied
  - Lenz (tekst: Felix Dahn)
- opus 20: Fünf Lieder für eine Singstimme mit Pianoforte
  - Wintermorgen
  - In meiner Heimat
  - Mädchenlied (tekst: Paul Heyse)
  - Schlosserlied (tekst: Carmen Sylva)
  - Bitte
- opus 21: Fünf Kinderlieder für eine Singstimme und Pianoforte 
  - Der kleine Küfer
  - Auf dem Zaun
  - Die Schnecke hat ein Haus
  - Auf dem Gänseanger
  - Das lustige Paar
- Opus 22: Sieben Lieder und Balladen
  - Der Troubadour
  - Deutsch (tekst: Emanuel Geibel)
  - An die vorangegangenen Lieben (tekst: Franz Grillparzer)
  - Der Zug des Todes
  - Das blaue Band
  - Jagdabenteuer
  - Vor der Schenke
- opus 23: Jesuslied
- opus 24: Drei Lieder für eine höhere/tiefere Singstimme mit Pianofortebegleitung
  - Ade zur guten Nacht
  - Nachtlied (tekst: Nikolaus Lenau)
  - Über dem Busch der Rose (tekst: August Becker)
- opus 25: Vier Lieder für eine höhere/tiefere Singstimme mit Pianofortebegleitung
  - Mädchengedanken
  - Sehnsucht
  - Der welke Kranz
  - Dithyrambe
- opus 26: Vier Duette
  - Einkehr (tekst: Ludwig Uhland)
  - Blaues Sternlein, du sollst schweigen
  - Unter einem Schirm zu zwei’n
  - Sei nur ruhig, lieber Robin
- opus 27: Zigeunerliebe von Albert Matthäi (liederencyclus)
  - Werbung
  - Nacht am Flusse
  - Der Hochzeitsbitter
  - Am Kreuzweg
  - Zwiegesang
- opus 28: Vier Lieder für eine Singstimme mit Clavierbegleitung
  - Dat Oog!
  - Wi ging’n tosam to Feld, min Hans (tekst: Klaus Groth)
  - Der Weg an unsern  Zaun entlang (tekst: Klaus Groth)
  - Die Schühlein
- opus 29: Für die singende Kinderwelt (zestien kinderliedjes)
- opus 30: Lieder
  - Das Blumenhaus
  - Wie’s aussieht im ewigen Freudenhain
  - Christkind kam in den Winterwald
- opus 31: ?
  - Gib mir dein Herze
  - Das Fischerhäuschen
- opus 32: Drei geistliche Lieder 
  - Christ ist geboren
  - Trostlied
- opus 33: Drei Mannerchöre 
  - Ade zur guten Nacht
  - Der Schnitter: Ich hab' mein Herz verloren
  - Der Rekrut: Blas', Trompeter, blas' das Lied
- opus 34: 
  - (2) Landwehrmanns Abschied (tekst: Ludwig Thoma)
- Der Weihnachtsbaum
- Spatz und Spätzin
- Dein Vater soll nicht schelten (duett)

Enkele uitvoeringen:
- Opus 11: Frühling ist da werd in 1892 door Camilla Wiese in Trondheim uitgevoerd onder begeleiding van Agathe Backer-Grøndahl
- Opus 19 nr. 5 Lenz werd in 1905 door Emma V. Holstein gezongen tijdens een Proms-concert in Londen
- Opus 9 nr. 3 Das Kraut Vergessenheit werd in 1911 door Ada Forest gezongen tijdens de Proms-concerten

- Bibliothèque nationale de France: cb13949564r (data)
- Gemeinsame Normdatei: 116801743
- International Standard Name Identifier: 0000 0001 2037 063X
- Library of Congress Control Number: n94057249
- Nationale Bibliotheek van Letland: 000037959
- MusicBrainz: 5f9215a8-9823-4595-89c6-410651684292
- Nationale Bibliotheek van Tsjechië: mzk2011633801
- Nationale Bibliotheek van Israël: 987007286819705171
- Nederlandse Thesaurus van Auteursnamen: 297970437
- Virtual International Authority File: 37676576
- WorldCat: E39PBJgt3XhcRwYxVxgfPhfg8C